# Рабочий посёлок Шатки
Рабочий посёлок Шатки — городское поселение в составе Шатковского района Нижегородской области.
Административный центр — рабочий посёлок Шатки.

## История
Городское поселение рабочий посёлок Шатки образовано Законом Нижегородской области от 15 июня 2004 года № 60-З «О наделении муниципальных образований — городов, рабочих посёлков и сельсоветов Нижегородской области статусом городского, сельского поселения», установлены статус и границы муниципального образования.

## Население
| 2002   | 2008  | 2009  | 2010  | 2011  | 2012  | 2013  |
| ------ | ----- | ----- | ----- | ----- | ----- | ----- |
| 10 016 | ↘9294 | ↘9229 | ↗9825 | ↘9779 | ↘9541 | ↘9379 |
| 2014   | 2015  | 2016  | 2017  | 2018  | 2019  | 2020  |
| ↘9211  | ↘9092 | ↘9045 | ↘8952 | ↘8930 | ↘8784 | ↘8712 |
| 2021   |       |       |       |       |       |       |
| ↗9029  |       |       |       |       |       |       |

## Состав городского поселения
| № | Населённый пункт | Тип населённого пункта                  | Население |
| - | ---------------- | --------------------------------------- | --------- |
| 1 | Покровка         | посёлок                                 | ↘136      |
| 2 | Шатки            | рабочий посёлок, административный центр | ↗8893     |